# Монтальдо-Торинезе
Монтальдо-Торинезе (итал. Montaldo Torinese) — коммуна в Италии, располагается в регионе Пьемонт, в провинции Турин.
Население составляет 589 человек (2008 г.), плотность населения составляет 147 чел./км². Занимает площадь 4 км². Почтовый индекс — 10020. Телефонный код — 011.
Покровителем коммуны почитается святой Виктор Дамасский (San Vittore siriano), празднование 14 мая.

## Демография
Динамика населения:

## Администрация коммуны
- Официальный сайт: http://www.comune.montaldotorinese.to.it/